# Wer war …? – Die Serie
Wer war …? – Die Serie (im Original „The Who Was? Show“) ist eine US-amerikanische Fernsehserie, die seit Mai 2018 auf dem Streamingdienst Netflix läuft.
Die Serie basiert auf der englischsprachigen, gleichnamigen Buchreihe, die für Kinder und Jugendliche konzipiert ist. In dieser Reihe werden berühmte Persönlichkeiten altersgerecht mit ihrem Wirken vorgestellt.
Im Rahmen einer fiktiven Fernsehproduktion werden junge Schauspieler gezeigt, die sich auf ihre Rolle als historische Persönlichkeit vorbereiten. Diese Persönlichkeiten agieren im Laufe der Show miteinander. Die Darbietung findet in Form von Sketchen, Liedern und Animationen statt.

## Handlung (Auswahl)
In der ersten Folge wird Benjamin Franklin gemeinsam mit Thomas Jefferson in der Independence Hall nach der Debatte über die Unabhängigkeitserklärung der Vereinigten Staaten gezeigt. Franklin erklärt, dass sie die Erklärung zusammen in drei Tagen geschrieben haben. Es folgt ein Rückblick, in dem gezeigt wird, dass Franklin nur ein Wort geändert hat. Kurz darauf findet die erste jährliche Erklärungspreis-Verleihung statt.

## Kritik
Die Serie hinterlässt bei den Zuschauern einen zwiespältigen Eindruck. Von „idiotisch und unausgereift“ bis hin zu „großartiger Show“ reichen die Meinungen.

## Staffelliste
Übersicht der bisher ausgestrahlten Staffeln:

### Staffel 1
1. Gandhi und Benjamin Franklin
2. Albert Einstein und Jeanne d’Arc
3. William Shakespeare und König Tut
4. Isaac Newton und Amelia Earhart
5. Marie Antoinette und Louis Armstrong
6. Sacagawea und Blackbeard
7. Susan B. Anthony und Frida Kahlo
8. Marie Curie und Harry Houdini
9. George Washington und Marco Polo
10. Dschingis Khan und George Washington Carver
11. Pablo Picasso und Brüder Wright
12. Galileo und Königin Elisabeth
13. Julius Caesar und Bruce Lee